# 1851 v športu
1851 v športu.

## Bejzbol
- Knickerbocker Base Ball Club odigra dve tekmi z moštvom iz Washingtona, kasneje imenovanemu Gotham. To sta druga in tretja tekma med kluboma pod knickerbockerskimi pravili.

## Jadranje
- Jadrnica America premaga Royal Yachting Squadron na regati okrog angleškega otočka Wight, kar vodi k America's Cupu

## Lacrosse
- Montreal's Olympic Club ogranizira tekmo proti moštvu avtohtonega prebivalstva

## Šah
Adolf Anderssen in Lionel Kieseritzky odigrata tako imenovano nesmrtno partijo